# Sveriges socialdemokratiska kvinnoförbund
Sveriges socialdemokratiska kvinnoförbund (SSKF), S-Kvinnor, är en sidoorganisation till Sveriges socialdemokratiska arbetareparti.
S-kvinnor driver jämställdhetsfrågor inom svensk politik och arbetar även för internationell och kvinnlig solidaritet.
Ordförande är, sedan oktober 2021, Annika Strandhäll. S-kvinnors medlemstidskrift heter Morgonbris, grundad 1904.

## Historia
År 1892 bildades den första socialdemokratiska kvinnoklubben i Stockholm, Stockholms allmänna kvinnoklubb, även kallad Allmänna Kvinnoklubben, och 1902 bildades även Kvinnornas Fackförbund. Kvinnornas Fackförbund och Allmänna Kvinnoklubben tog sedan initiativ till den så kallade Kvinnokonferensen, som ägde rum 1907. Det var då landets socialdemokratiska kvinnoklubbar som samlade. När den andra Kvinnokonferensen ägde rum år 1908, ändrade den namn till Kvinnokongressen, som sedan sammanträdde vart tredje år fram till 1920, då den ombildades till Sveriges socialdemokratiska kvinnoförbund.
Under 1920 slöt sig 120 socialdemokratiska kvinnoklubbar i landet samman och bildade Sveriges Socialdemokratiska Kvinnoförbund.
På 1950-talet tog kvinnoförbundet avstånd från ett svenskt atomvapen, vilket anses ha bidragit till att den dåvarande regeringen sa nej till atomvapen.[källa behövs]
Annat som kommit till stånd tack vare S-kvinnor är varvade listor/varannan damernas, sexköpslagen, maxtaxa inom barnomsorgen och att det socialdemokratiska partiet sedan partikongressen 2001 är uttalat feministiskt (vilket man drev gemensamt med SSU och S-studenter).

## Ordförande
- Anna Sterky, 1907–1920 (som ordförande i Kvinnokonferensens AU)
- Signe Vessman, 1920–1936
- Disa Västberg, 1936–1952
- Inga Thorsson, 1952–1964
- Lisa Mattson, 1964–1981
- Maj-Lis Lööw, 1981–1990
- Margareta Winberg, 1990–1995
- Inger Segelström, 1995–2003
- Nalin Pekgul, 2003–2011
- Lena Sommestad, 2011–2013
- Carina Ohlsson, 2013–2021
- Annika Strandhäll, 2021–